# ستيف جيربر
ستيف جيربر (بالإنجليزية: Steve Gerber)‏ هو رسام كارتون وصحفي وكاتب سيناريو أمريكي، ولد في 20 سبتمبر 1947 في سانت لويس في الولايات المتحدة، وتوفي في 10 فبراير 2008 في لاس فيغاس في الولايات المتحدة بسبب تليف رئوي.

## وصلات خارجية
- الموقع الرسمي
- ستيف جيربر على موقع IMDb (الإنجليزية)
- ستيف جيربر على موقع الموسوعة البريطانية (الإنجليزية)
- ستيف جيربر على موقع ألو سيني (الفرنسية)
- ستيف جيربر على موقع أول موفي (الإنجليزية)
- ستيف جيربر على موقع قاعدة بيانات الأفلام السويدية (السويدية)
- ستيف جيربر على موقع قاعدة بيانات الفيلم (الإنجليزية)
- ستيف جيربر على موقع كينوبويسك (الروسية)